# La Terre de Sannikov
Pour plus de détails, voir Fiche technique et Distribution.
La Terre de Sannikov (en russe : Земля Санникова) est un film d'aventure soviétique réalisé par Albert Mkrtchian et Leonid Popov (ru), sorti en 1973, l'adaptation du roman éponyme de Vladimir Obroutchev écrit en 1924. Le film est produit par la société Mosfilm.

## Synopsis
L'explorateur assigné à résidence Aleksandre Ilyine organise une expédition afin de trouver la Terre de Sannikov, une île fantôme de l’océan Arctique. Les frais en sont pris en charge par l'entrepreneur Trifone Perfiliev mu par l'espoir d'y trouver de l'or. Dans une soirée, Ilyine fait connaissance d'Yevguéni Krestovski, un aventurier qu'il défie et qu'il invite finalement dans son équipe. Perfiliev lui impose également son homme de confiance, Ignati, à qui il ordonne de tuer ses compagnons dans le cas où ils découvraient vraiment une mine d'or sur cette île. En cours de route se joint à eux un certain Goubine, un terroriste échappé du bagne et ami de longue date d'Ilyine. Après les débuts périlleux dans le Grand Nord, les quatre hommes échouent sur une zone au milieu des glaces, rendue fertile par l'activité d'un volcan. Ils y découvrent les Onkilons, une tribu de chasseurs, dont le chaman craignant la concurrence du savoir des hommes venus du grand continent tente de les éliminer.

## Fiche technique
- Titre : La Terre de Sannikov
- Titre original : Земля Санникова, Zemlia Sannikova
- Réalisation : Albert Mkrtchian et Leonid Popov (ru)
- Scénario : Mark Zakharov et Vladislav Fédoseïev (ru)
- Photographie : Mikhaïl Koroptsov (ru)
- Montage : Ludmila Feiginova
- Direction artistique : Vladimir Filippov, Valéri Filippov
- Textes de chansons : Léonide Derbéniov (en)
- Compositeur : Aleksandr Zatsepine
- Son : Viktor Babouchkine
- Pays de production: URSS
- Langue originale : russe
- Format : Couleurs - Mono - 70 mm
- Genre : Drame
- Durée : 92 minutes
- Date de sortie :
  - Union des Républiques socialistes soviétiques : 1er octobre 1973

## Distribution
- Vladislav Dvorjetski : Aleksandre Ilyine
- Oleg Dal : Yevguéni Krestovski
- Gueorgui Vitsine : Ignati
- Makhmoud Essambaïev : chaman des Onkilons
- Youri Nazarov : Goubine
- Nikolaï Gritsenko : l'entrepreneur Trifone Perfiliev
- Nikolaï Krioukov : officier de la marine

- Guéorgui Tcheptchian (ru) : Doukkar
- Elena Tchoukhraï (ru) : fiancée d'Ilyine
- Konstantin Grigoriev (ru) : homme qui assiste au pari
- Sergueï Poléjaïev (ru)
- Aleksandr Sousnine (ru)
- Piotr Abacheïev
- Toursoun Kouraliïev
- Yékatérina Sambouïeva
- Nazira Mambetova